# 東市来駅
東市来駅（ひがしいちきえき）は、鹿児島県日置市東市来町長里にある、九州旅客鉄道（JR九州）鹿児島本線の駅である。

## 歴史
- 1913年（大正2年）10月11日：鉄道院の駅として開設[1]。
- 1927年（昭和2年）10月17日：八代 - 川内 - 鹿児島間全通により鹿児島本線に制定命名。
- 1961年（昭和36年）9月1日：貨物取扱廃止[1]。
- 1985年（昭和60年）3月14日：荷物扱い廃止[1]。
- 1987年（昭和62年）4月1日：国鉄分割民営化により九州旅客鉄道に移管[1]。
- 1990年（平成2年）3月7日：無人駅化[3]。
- 1993年（平成5年）4月1日：有人駅化[3]。
- 2004年（平成16年）
  - 4月1日：合理化により再度無人駅化[2]。
  - 8月11日：簡易委託駅化[2]。
- 2012年（平成24年）12月1日：ICカードSUGOCA利用開始[4]。

## 駅構造
島式ホーム1面2線を有する地上駅。互いのホームは構内踏切で連絡している。
日置市東市来支所が受託し、日置市シルバー人材センターに再委託する簡易委託駅で、近距離乗車券を発売する切符売り場が設置されている。
IC乗車カード「SUGOCA」の利用が可能で（相互利用可能ICカードはSUGOCAの項を参照）、簡易SUGOCA改札機が設置されている。SUGOCA販売、及びチャージ取扱は行っていない。ただし、隣接のコンビニエンスストア（ローソン）でチャージが可能。
簡易自動券売機（ICカード非対応）が設置されている。

### のりば
| 番線 | 路線        | 方向 | 行先                   |
| ---- | ----------- | ---- | ---------------------- |
| 1    | ■鹿児島本線 | 下り | 伊集院・鹿児島中央方面 |
| 2    | ■鹿児島本線 | 上り | 串木野・川内方面       |

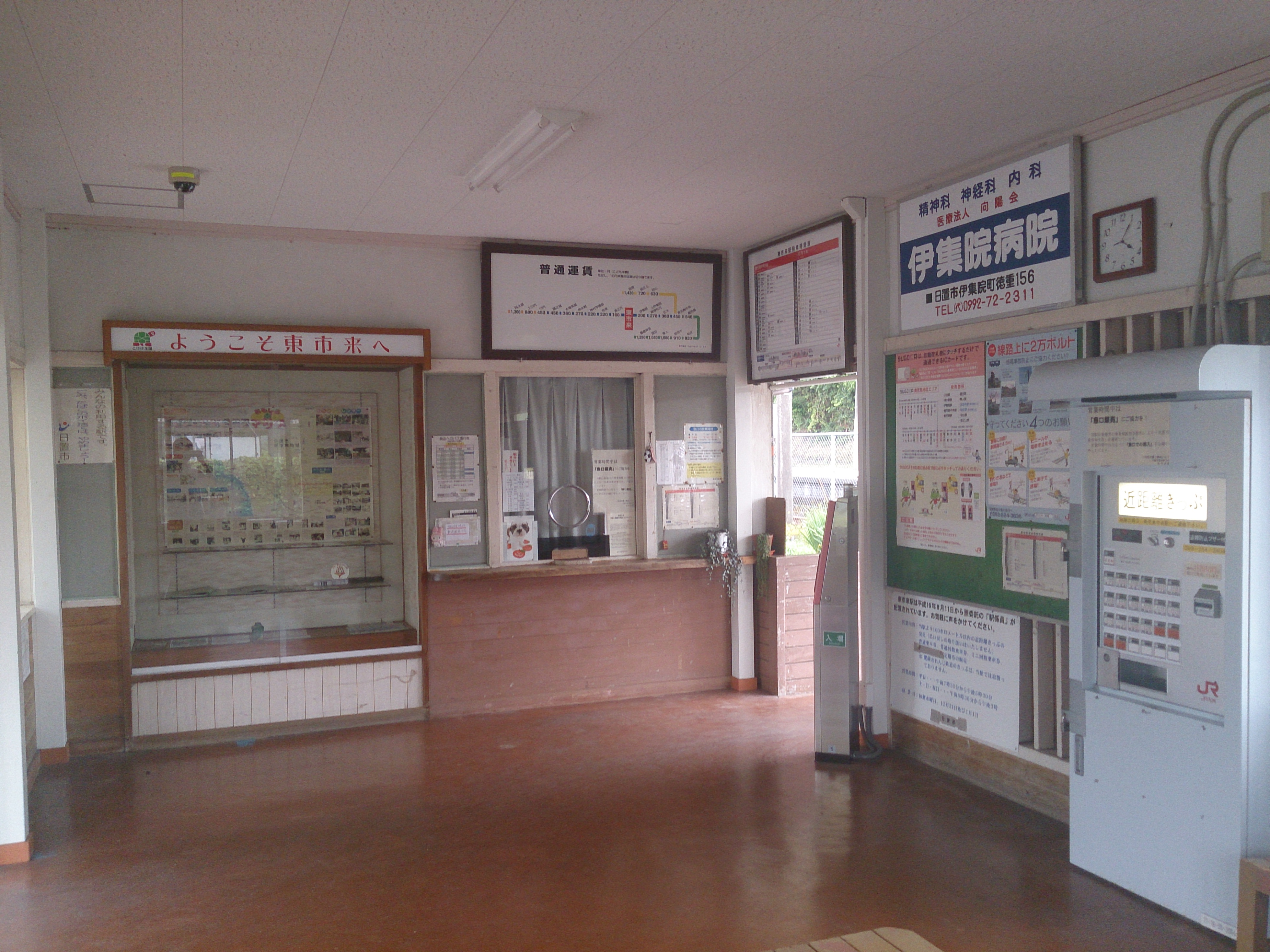
駅舎内。早朝と夕方以降は窓口は営業時間外となる。
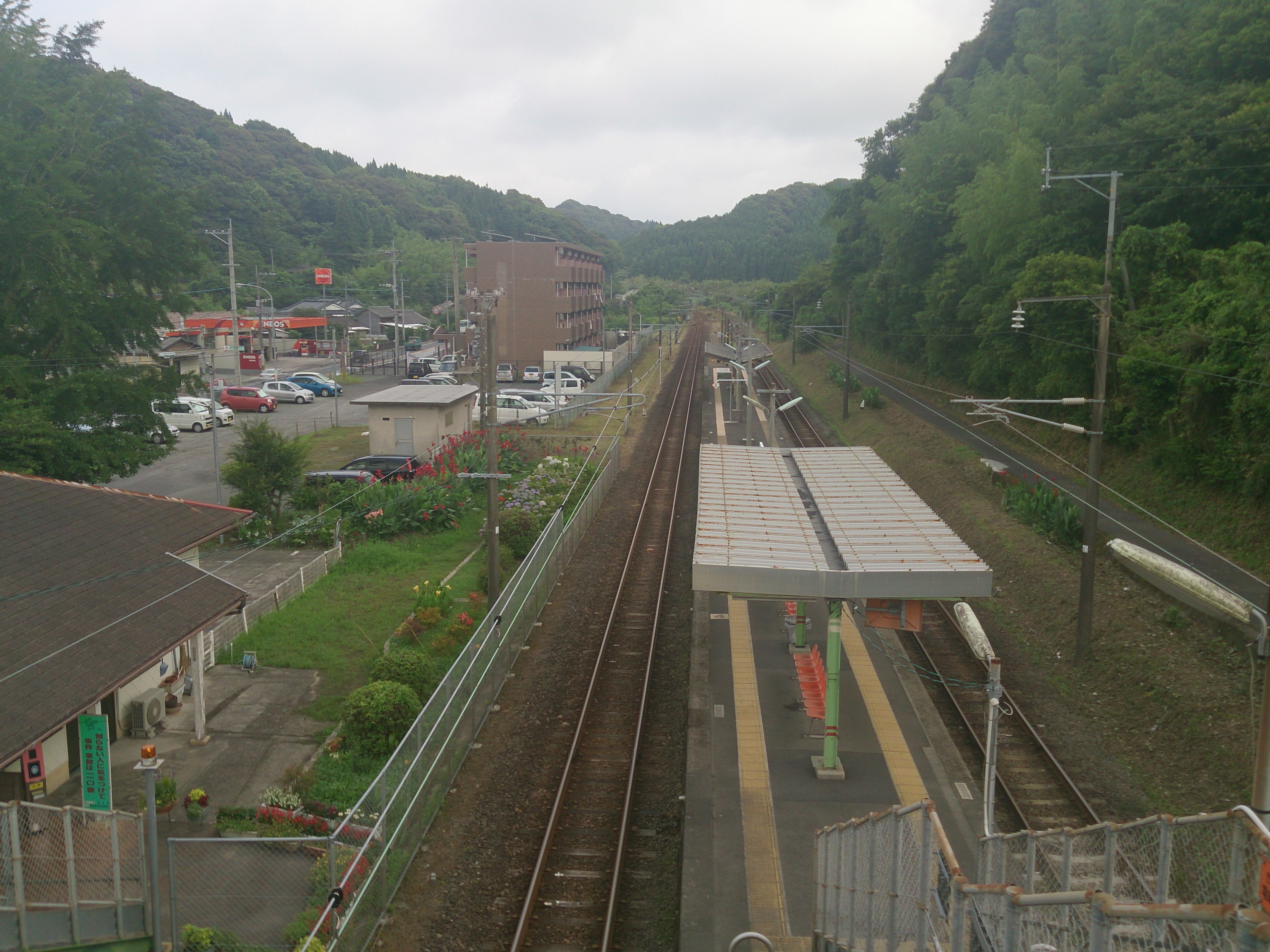
駅跨線橋から見たホーム（鹿児島中央駅方面）

## 利用状況
- 2023年度の1日平均乗車人員は305人である[5]。

| 年度 | 1日平均 乗車人員 | 1日平均 乗降人員 |
| ---- | ---------------- | ---------------- |
| 2007 | 345              | 689              |
| 2008 | 350              | 697              |
| 2009 | 338              | 679              |
| 2010 | 350              | 704              |
| 2011 | 337              | 680              |
| 2012 | 340              | 686              |
| 2013 | 367              | 733              |
| 2014 | 349              | 700              |
| 2015 | 338              | 674              |
| 2016 | 337              |                  |
| 2017 | 335              |                  |
| 2018 | 355              |                  |
| 2019 | 341              |                  |
| 2020 | 265              |                  |
| 2021 | 270              |                  |
| 2022 | 293              |                  |
| 2023 | 305              |                  |

## 駅周辺
- 市来鶴丸城跡
- 美山（薩摩焼発祥地）
- 東郷茂徳記念館
- 樟脳製造創業之地記念碑
- 日置市東市来支所（旧・東市来町役場）
- 東市来長里郵便局
- 東市来護国神社
- 国道3号
- 南九州西回り自動車道
- 鹿児島交通東市来バス停 - 駅前国道3号上（伊集院・野田・草牟田・天文館・鹿児島駅方面、湯之元・串木野・川内駅・上川内・日置方面、日置市コミュニティバス「東市来地域こけけバス」）

## 隣の駅
九州旅客鉄道（JR九州）
■鹿児島本線
湯之元駅 - 東市来駅 - 伊集院駅